# Висмутид динеодима
Висмутид динеодима — бинарное неорганическое соединение
неодима и висмута
с формулой Nd2Bi,
кристаллы.

## Получение
- Сплавление стехиометрических количеств чистых веществ:

{\displaystyle {\mathsf {2Nd+Bi\ {\xrightarrow {1150^{o}C}}\ Nd_{2}Bi}}}

## Физические свойства
Висмутид динеодима образует кристаллы
тетрагональной сингонии,
пространственная группа I 4/mmm,
параметры ячейки a = 0,45619 нм, c = 1,78698 нм, Z = 4,
структура типа антимонида дилантана La2Sb
.
Соединение образуется по перитектической реакции при температуре 1150°С.

## Химические свойства
- Разлагается при нагревании:

{\displaystyle {\mathsf {3Nd_{2}Bi\ {\xrightarrow {>1150^{o}C}}\ Nd_{5}Bi_{3}+Nd}}}